# Symmerista albifrons
Symmerista albifrons är en fjärilsart som beskrevs av John Abbot och Smith 1797. Symmerista albifrons ingår i släktet Symmerista och familjen tandspinnare. Inga underarter finns listade i Catalogue of Life.